# The Battle Rages On
The Battle Rages On... ist das 14. Studioalbum von Deep Purple. Es erschien im Juli 1993 bei BMG Records (weltweit) bzw. Giant Records (USA).

## Geschichte
Das Album ist das letzte mit der klassischen Mk.-II-Besetzung, die sich zum zweiten Mal wiedervereinigt hatte. 1984 wurde Perfect Strangers in dieser Besetzung aufgenommen. Der Sänger Ian Gillan, der nach seinem Rauswurf 1989 Ende 1992 zur Band zurückgekehrt war – nachdem das Vorgängeralbum mit Joe Lynn Turner aufgenommen worden war – überarbeitete das Material, das bereits für das Album geschrieben worden war. Ritchie Blackmore verließ die Band auf der Tour im November 1993 – Joe Satriani sprang als temporärer Ersatz ein.

## Rezeption
Die Website Allmusic vergab 2 von 5 Sternen. William Ruhlmann wies darauf hin, dass 1993 kein Markt für die Musik von Deep Purple vorhanden gewesen sei. Die Songs seien teilweise näher an Def Leppard als an Deep Purple gewesen.
Ansonsten erhielt das Album hauptsächlich mäßige bis positive Kritik. So sprach Michael Lorant vom Magazin Metal-Hammer von einem „Klassealbum“, wobei er die Stücke Anya und Solitaire sowie den Titelsong The Battle Rages On besonders hervorhob.
Auch Matthias Breusch vom Rock-Hard-Magazin lobte den Titelsong und sprach von einer „melodisch ansprechende[n] und mit unverbraucht wirkenden, intelligenten Breakpassagen durchsetzte Nummer, die für Die-hard-Supporter und ‚Perfect Strangers‘-Besitzer gleichermaßen zum Klassiker avancieren dürfte.“ Allerdings bemängelte er die ansonsten geringe Hitdichte sowie, dass die Band nicht an Alben wie The House of Blue Light anschließen könne. Er empfahl den Lesern, sich das Album selbst anzuhören, um sich ein Bild davon zu machen.

## Titelliste
Die Titel wurden von Ritchie Blackmore, Ian Gillan und Roger Glover geschrieben, außer wo anders angegeben.
1. The Battle Rages On (Blackmore, Gillan, Jon Lord, Ian Paice) – 5:56
2. Lick It Up – 3:59
3. Anya (Blackmore, Gillan, Glover, Lord) – 6:32
4. Talk About Love – 4:08
5. Time to Kill – 5:50
6. Ramshackle Man – 5:34
7. A Twist in the Tale – 4:17
8. Nasty Piece of Work (Blackmore, Gillan, Glover, Lord) – 4:36
9. Solitaire – 4:42
10. One Man’s Meat – 4:39

## Chartplatzierungen
Das Album bzw. die Single erreichten folgende Chartplatzierungen:
| Jahr | Land           | Platzierung              |
| ---- | -------------- | ------------------------ |
| 1993 | Japan          | 5 (Goldene Schallplatte) |
| 1993 | Schweiz        | 7                        |
| 1993 | Schweden       | 8                        |
| 1993 | Österreich     | 9                        |
| 1993 | Deutschland    | 13                       |
| 1993 | Großbritannien | 21                       |
| 1993 | USA            | 192                      |

| Jahr | Single              | Land | Charts                           | Platzierung |
| ---- | ------------------- | ---- | -------------------------------- | ----------- |
| 1993 | The Battle Rages On | USA  | Billboard Mainstream Rock Tracks | 22          |